# Gege Akutami
Gege Akutami (japanisch 芥見 下々 Akutami Gege, geboren am 26. Februar 1992 in der Präfektur Iwate) ist ein japanischer Mangaka, der für seine Mangaserie Jujutsu Kaisen bekannt ist. Zuvor veröffentlichte Akutami mehrere One Shots im Magazin Shūkan Shōnen Jump.

## Leben
„Gege Akutami“ ist ein Künstlername und die Person hinter dem Pseudonym schützt ihre Identität bewusst, der echte Name und das Geschlecht der Person sind unbekannt. Akutami bevorzugt zwar männliche Pronomen für sich, aber die abgerundeten weiblichen Charaktere im Werk Akutamis werden als Hinweis auf eine weibliche Mangaka gewertet. Er oder sie gibt in schriftlichen Antworten an Fans und in Zeitungsinterviews grundsätzlich keine persönlichen Hinweise. Zur Verleihung des Großen Preises 2020 der Manga-Fernsehshow Mando Kobayashi auf Fuji TV One trat Akutami Anfang 2021 im Cosplay der Figur Mechamaru aus Jujutsu Kaisen auf, das seine Identität verbarg. Gege Akutami bevorzugt auch im persönlichen Gespräch eine geschlechtsneutrale Anrede.
Bekannt ist, dass Gege Akutami 1992 in der Präfektur Iwate geboren wurde und einen älteren Bruder hat. Mit Mangas kam Akutami erstmals in Kontakt, als der spätere Mangaka die vierte Klasse besuchte und heimlich die Shonen-Jump-Ausgabe seines Bruders las, in der 2001 Tite Kubos Bleach debütierte. Nachdem die Familie dann nach Sendai in der Präfektur Miyagi umgezogen war, schaute sich Akutami in der fünften Klasse das Mangazeichnen bei einem befreundeten Mitschüler ab.
Akutami war als Assistent von Yasuhiro Kano tätig.
2014 gab Gege Akutami das Debüt mit dem One Shot Kamishiro Sōsa in Shonen Jump.

## Werke
- Kamishiro Sōsa, 2014
- No.9, 2015
- Nikai Bongai Barabarujura, 2016
- Jujutsu Kaisen 0 (ursprüngl. Tōkyō Toritsu Jujutsu Kōtō Senmon Gakkō), 2017
- Jujutsu Kaisen, seit 2018

## Nominierungen
Im Jahr 2016 wurde Akutamis Kurzgeschichte Nikai Bongai Barabarujura für den 11. Gold Future Cup des Shūkan Shōnen Jump nominiert. 2019 wurde sein Manga Jujutsu Kaisen für den 65. Shōgakukan-Manga-Preis in der Kategorie Shōnen nominiert. Anschließend wurde 2021 Akutamis Jujutsu Kaisen für den 25. jährlichen Osamu-Tezuka-Kulturpreis nominiert.